# Joseph J. Kinyoun

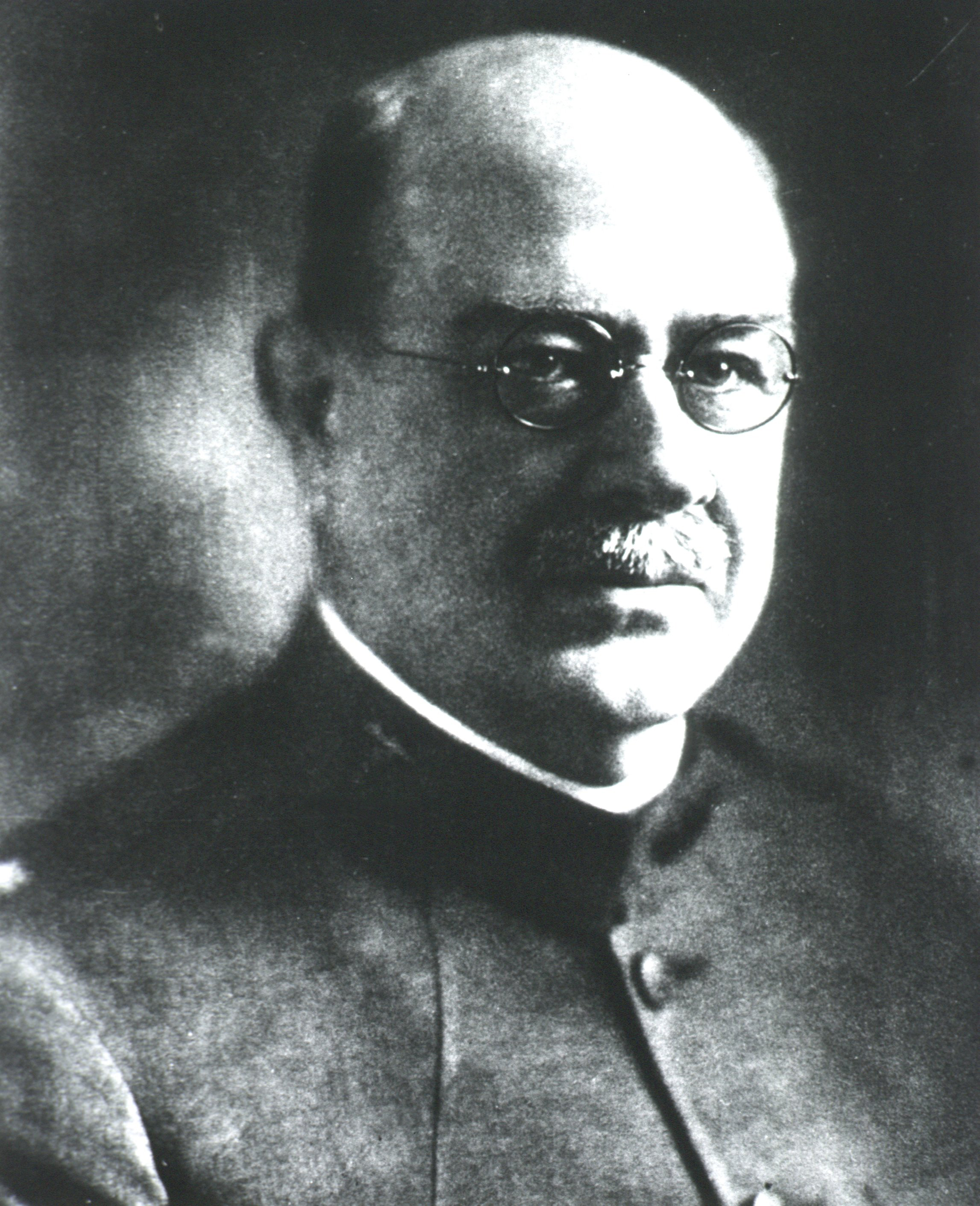
Joseph J. Kinyoun

Joseph James Kinyoun (* 25. November 1860 in East Bend, North Carolina; † 14. Februar 1919 in Washington, D.C.)  war ein US-amerikanischer Mediziner und 1887 Gründer und erster Direktor des US Hygienic Laboratory im Marinehospital auf Staten Island, des Vorläufers der National Institutes of Health.
Der Vater von Kinyoun war Arzt und er wuchs in Johnson County (Missouri) auf. Er studierte am St. Louis Medical College und am Bellevue Hospital Medical College in New York City (später Teil der New York University), an dem er 1882 promovierte (M. D.). Danach studierte er Bakteriologie und Pathologie am Carnegie Laboratory und bei Robert Koch in Berlin. 1896 wurde er an der Georgetown University zum Ph. D. promoviert. Danach war er am staatlichen Marinehospital auf Staten Island als Assistant Surgeon und gründete dort 1887 das Labor für Hygiene (das im Wesentlichen aus ihm selbst und seinem Zeiss-Mikroskop bestand). Das Marinehospital diente unter anderem als Quarantänestation für Seereisende und Seeleute die in den New Yorker Hafen einliefen. 1891 wurde das Labor nach Washington, D.C. verlegt, wohin Kinyoun folgte. 1899 wurde er Leiter des Marinehospitals in San Francisco. Als im März 1900 in Chinatown in San Francisco einen Beulenpest-Epidemie ausbrach, versuchte der Gouverneur von Kalifornien Henry Gage zwei Jahre lang diese Tatsache zu unterdrücken. Kinyoun wollte nicht mitmachen und nahm 1901 seinen Abschied. Man warf ihm Übertreibungen und Sensationslust vor, er wurde aber später bestätigt. Die Epidemie endete 1904, nachdem Gage als Gouverneur 1902 abgewählt worden war und dessen Nachfolger George Pardee energische Maßnahmen ergriff. Die Pest brach allerdings noch einmal 1907 und 1908 in der Aufbauphase nach dem Erdbeben von San Francisco von 1906 aus. In der Folge wurde viel Geld in die Bekämpfung von Ratten investiert (aber auch der Kalifornische Ziesel erwies sich als Überträger).
Später war er Professor für Bakteriologie und Pathologie an der George Washington University und Bakteriologe für das Gesundheitsamt von Washington, D.C.
1909 war er Präsident der American Society for Microbiology. Er ist noch heute für die Kinyoun-Färbung bekannt. In seiner Zeit am Marinehospital in New York isolierte er den Organismus des Choleraerregers.
Von ihm stammt auch der Kinyoun-Francis-Sterilisator, der an Bord von Schiffen zur Desinfektion benutzt werden konnte.
Er war seit 1883 verheiratet und hatte mehrere Kinder.